# المنجارة (جبلة)

تعديل مصدري - تعديل

المنجارة إحدى حارات مدينة جبلة بمحافظة إب، بلغ تعداد سكانها 237 نسمة حسب تعداد اليمن لعام 2004.